# Bylazora (bướm đêm)
Bylazora là một chi bướm đêm thuộc họ Geometridae.